# Kıvanç Tatlıtuğ
 (avril 2022).
Si vous disposez d'ouvrages ou d'articles de référence ou si vous connaissez des sites web de qualité traitant du thème abordé ici, merci de compléter l'article en donnant les références utiles à sa vérifiabilité et en les liant à la section « Notes et références ».
Kıvanç Tatlıtuğ, (prononcé : [kɯˈvantʃ ˈtatɫɯtuː]) est un mannequin et acteur turc, né le 27 octobre 1983 à Adana.
Célèbre dans son pays, il doit son importante popularité dans le monde grâce à son titre de « Best Model Of The World » qui lui a ouvert les portes du mannequinat international, ainsi qu'à la diffusion des séries télévisées, dont il a le rôle principal. Il est devenu un véritable sex-symbol dans le monde, celui-ci étant parfois surnommé par la arabe presse le « Brad Pitt de l'Orient »,.

## Biographie

### Jeunesse
Kıvanç Tatlıtuğ naît le 27 octobre 1983 à Adana, dans le sud-est de la Turquie. Son grand-père paternel était turc d'origine albanaise. Dans une interview accordée à CNN Türk, il se dit être Arnaoutes et précise que son père est originaire de Pristina, sa grand-mère paternelle était bosniaque de Sarajevo, et, quant à sa mère, elle est turque d'Edirne.

### Carrière
C'est sa mère qui envoie des photos de Kıvanç à une agence de mannequins.[réf. nécessaire] En 2002, Kıvanç Tatlıtuğ participe à des défilés de mode, avant de remporter le titre de « Best Model Of The World ».
Il se lance ensuite dans une carrière de comédien[Quand ?], comme son père l'a toujours voulu.[réf. nécessaire] Son physique de nordique aux yeux bleus lui vaut alors de devenir un véritable sex-symbol, d'abord en Turquie, puis à l'international, et particulièrement dans le monde arabe.
Il interprète le personnage de Behlül dans la série télévisée turque Aşk-ı-Memnu, tiré du roman de Halid Ziya Uşaklıgil. Un rôle qui bousculera sa carrière.
En 2016, il joue dans la série à succès Cesur ve Güzel en tant que Cesur aux côtés de Tuba Büyüküstün, jouant le rôle de Suhan. 

#### La sérieGümüş
Il s'agit de la première série dans laquelle Kıvanç obtient un rôle principal. Rôle qu'il a d'ailleurs accepté car il se trouvait une certaine ressemblance avec le personnage qu'il allait incarner. Cette série a fait connaître Kıvanç sous un autre angle que celui du mannequinat, et son professionnalisme a conquis la Turquie.
Habitués aux feuilletons mexicains doublés en arabe, les pays arabes ont connu un véritable raz-de-marée avec la série turque intitulée Gümüş et traduite en arabe sous le nom de Noor. Ce raz-de-marée s'explique surtout par le fait qu'à la différence des séries mexicaines, les séries turques ont été doublées en arabe dialectal (syrien dans un premier temps) et non en arabe littéraire. Ainsi, ce choix de doublage a ancré l'histoire dans un univers linguistique palpable (la langue arabe littéraire n'étant utilisée au quotidien nulle part dans le monde arabe).
En Syrie, l'engouement a été tel, qu'un département de langue turque a vu le jour à l'université d'Alep, permettant l'apprentissage du turc aux étudiants conquis par la série.  
En Arabie saoudite, 4 millions de personnes ont suivi la série Noor[réf. nécessaire]. L'influence de cette série a été telle que les maternités ont pu observer une augmentation des prénoms "Noor" et "Mohannad".[réf. nécessaire]

#### La sérieAşk-ı Memnu
Dans un récent remake d'une première version télévisée, inspiré d'un roman turc homonyme, le sex-appeal de Kıvanç Tatlıtuğ explose littéralement dans un rôle d'anti-héros.
En effet le gentil et déjà séduisant héros de Gümüş, y joue le rôle d'un golden-boy gâté dont la beauté irrésistible lui permet tous les succès et les excès, tout en lui accordant la sympathie et l'indulgence excessive de son entourage.
Le phénomène déclenché par cette série nait de l'attraction inattendue et interdite (d'où le nom de la série l'Amour Interdit - Aşk-ı memnu) du jeune Behlül interprété par Kıvanç Tatlıtuğ et de la deuxième épouse de son oncle,  la jeune et séduisante Bihter.
La Behlül-mania préexistante, décuple avec cette romance sulfureuse d'un orphelin pour sa tante par alliance.
La personnalité extrêmement complexe de ce rôle est parfaitement incarnée par l'acteur qui y donne la pleine mesure de son talent: affection quasi-filiale pour son oncle et fraternelle pour ses cousins, complicité et espièglerie avec les enfants (qui le rendent littéralement irrésistible aux yeux des femmes), oisiveté, indifférence au petit personnel, Casanova, bon vivant, virilité, courage, jalousie, faiblesse face à la séduction, résistance à ses pulsions, lâcheté masculine face à l'engagement, violence, trahison, fuite, remords, mensonges. 
Une combinaison explosive basée essentiellement sur le charme délicat et romantique inhérent au physique de Kıvanç Tatlıtuğ (longs cheveux blonds, yeux bleus en amande, bouche pulpeuse, silhouette athlétique du top-model qu'il fut), dont même la barbe négligée accentue le côté tombeur-malgré-moi, et sur son exceptionnel talent d'acteur.

## Filmographie

### Longs métrages
- 2007 : ' Amerikalılar Karadeniz 2 de  Kartal Tibet :
- 2013 : Le Rêve du papillon (Kelebeğin Rüyası) de Yılmaz Erdoğan : Muzaffer Tayyip Uslu
- 2018 : Mon fils (Hadi be Oğlum) de Bora Egemen : Ali Kaptan
- 2018 : Organize İşler: Sazan Sarmalı de Yılmaz Erdoğan : Sarı Saruhan
- 2022 :  Aşıklar Bayramı de Özcan Alper : Yusuf
- 2023 :  Boğa Boğa  de Onur Saylak : Yalın
- 2023 :  Last call for istanbul de Gönenç Uyanık : Mehmet

### Séries télévisées
- 2005-2007 : Gümüş : Mehmet Şadoğlu (100 épisodes)
- 2007-2008 : Menekşe ile Halil : Halil Tuğlu (36 épisodes)
- 2008-2010 : Aşk-ı Memnu : Behlül Haznedar (79 épisodes)
- 2010 : Ezel : Sekiz / Ramiz (4 épisodes)
- 2011-2013 : Frères rivaux (Kuzey Güney) : Kuzey Tekinoğlu (80 épisodes)
- 2014 : Kurt Seyit ve Şura : Kurt Seyit (21 épisodes)
- 2016-2017 : Cesur ve Güzel : Cesur Alemdaroğlu Karahasanoğlu (32 épisodes)
- 2018-2019 : Çarpışma : Kadir Adalı (24 épisodes)
- 2021 : Into the Night : Arman (saison 2, épisode 6 : Asil)
- 2022 : Yakamoz S-245 : Arman
- 2023-2024 : Aile  : Aslan Soykan